# Flaga Lubmina
Flaga Lubmina – flaga gminy Lubmin. Została zaprojektowana przez heraldyka Heinza Kippnicka ze Schwerina i 26 czerwca 2006 została zatwierdzona przez Ministerstwo Spraw Wewnętrznych (Bundesministerium des Innern, für Bau und Heimat).

## Wygląd i symbolika
Prostokątny płat tkaniny o proporcji szerokości do długości 3:5, z dwoma pionowymi pasami. Od lewej:
- biały pas o szerokości 1/2 długości płata
- niebieski pas o szerokości 1/2

Pośrodku flagi umieszczony jest herb Lubmina, który zajmuje 1/3 długości zarówno białego, jak i niebieskiego pasa.